# تفشي الجراد في فلسطين 1915
تفشي الجراد في فلسطين هو تفشي حدث من آذار إلى تشرين الأول في عام 1915، حيث جردت أسراب الجرادِ النباتاتِ في فلسطين وسوريا وبعض المناطق المحيطة. هذا التفشي كان له خطر شديد على إمدادات الغذاء - والتي كانت منضبة ومستنزفة قبل التفشي - في تلك المنطقة، مما زاد من بُؤس جميع المقدسيين. يقول المُؤرِّخ زاكاري فوستر أن حجم الهجوم كان أسوأ بكثير من أي شيء شهدَتْه سوريا منذ عدة عقود. كما تحدث أيضًا عن التهام الجراد لنسبة كبيرة من المواد الغذائية ومصادر الرزق الرئيسة في المنطقة، بما في ذلك الفواكه والخضروات والبقول والأعلاف وكمية صغيرة من الحبوب. وقال: «الهجوم تضاءل في موسم الشتاء لعام 1915 (والذي استهدف القمح والشعير) بنسبة 10 إلى 15 بالمئة»، وأضاف قائلًا: «ودمرت في صيف وخريف عام 1915 المحاصيل (الفواكه والخضروات)، بنسبة 60 إلى 100 بالمئة، اعتمادًا على المحصول، في نطاقات مختلفة.» أدى تدمير المحاصيل في عدة زيادات في أسعار المواد الغذائية. وفي 25 نيسان 1915، وصفت صحيفة نيويورك تايمز الزيادات في الأسعار بقولها: «الدقيق يُكلِّف 15 دولارًا، وكيس البطاطس أصبح بستة أضعاف سعره العادي. والسكر والنفط صعبا المنال والمال لم يعد يُتداوَل».

## ردود الفعل
كان جمال باشا القائد الأعلى لسوريا والمملكة العربية في ذلك الوقت، لذا ليواجه غزو الجراد أنشأ حملة للحد من الدمار الحادث. وعين مسؤولًا لمحاربة التفشي.

## القوانين

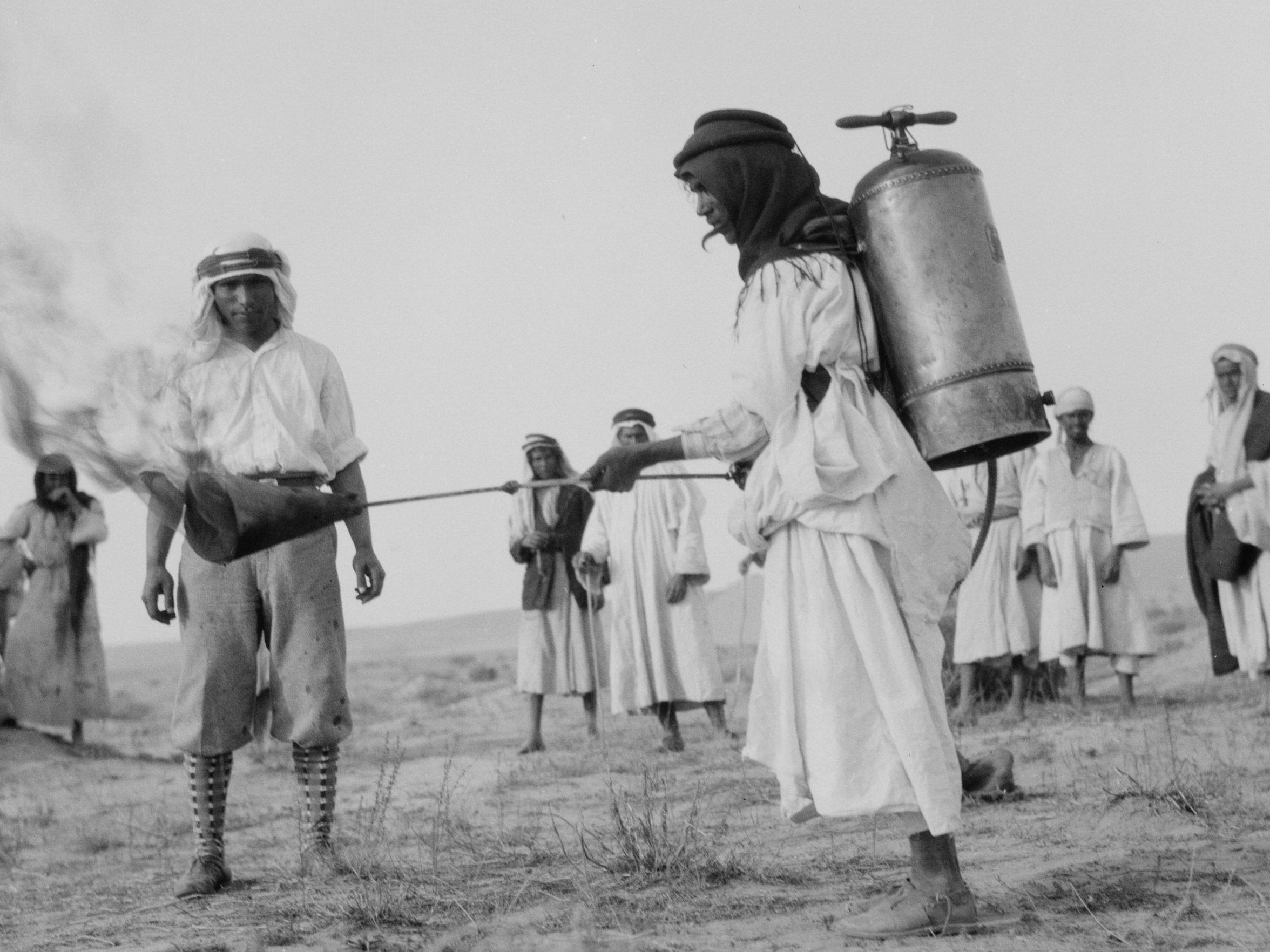
قاذف لهب محمول، لتدمير الجراد في فلسطين عام 1915

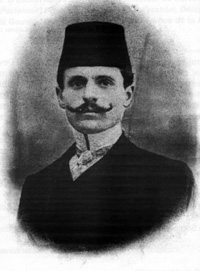
مدحت باشا

مدحت باشا كان مسؤولًا عُيِّن لمحاربة التفشي، وقد سن قانون يطلب في من كل الذكور الذين تتراوح أعمارهم بين 15 و60 عامًا في المدن بجمع 20 كيلوغرامًا من بيض الجراد أو دفع غرامة قدرها 4.40 جنيه. وذكرَت صحيفة نيويورك تايمز أن هذا القانون كان صارمًا. وقالوا إن الناس الذين فشلوا في اتباع القانون أُغلِقَت أعمالهم. وقام ما يُقارِب 800 شخص بدفع الغرامة في 21 تشرين الثاني 1915.